# Крылов, Андрей (футболист)
Андрей Крылов (эст. Andrei Krõlov; 19 апреля 1973, Таллин) — эстонский футболист, нападающий.

## Биография
Воспитанник таллинского СК «Копли» и юношеской команды «Вигри», тренер — Эдуард Вырк.
Начал выступать на взрослом уровне в 16-летнем возрасте в составе «Вигри» в первенстве Эстонской ССР. Играл за юношескую сборную Эстонской ССР. В 1991 году стал лучшим бомбардиром чемпионата республики с 21 забитым мячом. После распада СССР продолжал выступать за «Вигри» в независимом чемпионате Эстонии, перед началом сезона 1993/94 команда сменила название на «Тевалте».
В ходе сезона 1993/94 футболист перешёл в «Таллинна Садам» и выступал за него в течение следующих пяти сезонов. Становился призёром чемпионата страны и обладателем Кубка Эстонии. В осеннем сезоне 1998 года занял второе место в споре бомбардиров чемпионата с 10 голами, отстав на три гола от товарища по команде Константина Нахка.
В 1999—2000 годах играл за «Левадию», представлявшую таллинский пригород Маарду. В обоих сезонах со своей командой выигрывал чемпионский титул. В 1999 году снова стал вторым в споре бомбардиров, забив 18 голов и отстав на один мяч от товарища по команде Тоомаса Крыма.
В 2001—2004 годах выступал за таллинский ТФМК, неоднократно становился призёром чемпионата. В 2002 году стал лучшим бомбардиром первенства с 37 голами, этот результат стал наивысшим показателем в Европе в том сезоне. В 2001 году (23 гола) и 2003 году (22 гола) занимал вторые места в споре бомбардиров.
В 2005 году играл за дебютанта высшей лиги таллинское «Динамо». По окончании сезона завершил спортивную карьеру.
Всего в высшем дивизионе Эстонии сыграл 287 матчей и забил 162 гола. По состоянию на январь 2018 года занимает четвёртое место по числу голов за всю историю.
Уже ближе к концу карьеры футболиста было известно о тяге Крылова к алкоголю и азартным играм. После завершения спортивной карьеры Крылов неоднократно задерживался за кражи одежды, алкоголя и еды в разных магазинах Таллинна за что и получил несколько условных и реальных краткосрочных тюремных срока, в 2006, 2012 и 2018 годах. В 2018 году был также задержан за управлением автомобилем в состоянии алкогольного опьянения.

## Достижения
- Чемпион Эстонии (2): 1999, 2000
- Серебряный призёр чемпионата Эстонии (5): 1997/98, 1998, 2001, 2003, 2004
- Бронзовый призёр чемпионата Эстонии (2): 1996/97, 2002
- Обладатель Кубка Эстонии (5): 1996, 1997, 1999, 2000, 2003
- Обладатель Суперкубка Эстонии (1): 1996
- Лучший бомбардир чемпионата Эстонии: 2002 (37 голов)